# 盧科維謝
49°27′32″N 24°36′49″E / 49.45889°N 24.61361°E
盧科維謝（烏克蘭語：Луковище），是烏克蘭西部的村莊，隸屬伊萬諾-弗蘭科夫斯克州的伊萬諾-弗蘭科夫斯克區。該村始建於1971年，面積8.48平方公里，2001年人口66，人口密度每平方公里7.79人。